# Olophrum piceum
Olophrum piceum är en skalbaggsart som först beskrevs av Leonard Gyllenhaal 1810.  Olophrum piceum ingår i släktet Olophrum, och familjen kortvingar. Arten är reproducerande i Sverige.